# Орден Визволення
Орден Визволення — один із перших орденів Української Народної Республіки. Статут ордену затвердив Симон Петлюра в жовтні 1920 року, проте до виготовлення Ордену справа не дійшла.
У квітні 1920 року управа Військового міністерства УНР ініціювала утворення Ордена «Визволення», а після Зимового походу Рада Народних Міністрів УНР підготувала законопроєкт про нагородження всіх учасників походу спеціальними відзнаками. Однак підготовлені проєкти статутів ордена «Визволення» та Залізного хреста «За Зимовий похід і бої (6 грудня 1919 р. — 6 травня 1920 р.)» пролежали у військовому міністерстві аж до жовтневих боїв 1920 р.
19 жовтня 1920 р. Головний отаман військ УНР С. Петлюра затвердив статути ордена «Визволення» двох ступенів та відзнаки Залізний Хрест. Того ж дня був виданий відповідний наказ Головної Команди військ УНР. Статути цих двох нагород за власноручним підписом С. Петлюри зберігаються у фондах Центрального державного архіву вищих органів влади України.
У березні 1921 p. y Варшаві були виготовлені перші ордени Залізного Хреста, а у Львові — жовто-блакитні муарові стрічки.
Брак коштів не дозволив розпочати виготовлення інших нагород УНР — орденів «Визволення» та «Республіки» (проєкт якого знаходився в стадії затвердження).
18 березня 1921 р. С. Петлюра висловив побажання додати до ордена «Визволення» третій ступінь. У середині травня 1921 р. була створена Міжвідомча комісія з доопрацювання статуту ордена «Визволення».
Враховуючи високий авторитет С. Петлюри, комісія дійшла висновку, що нагородження перших лицарів орденів «Визволення» має проводитись із власної волі Головного отамана. Таким чином, йому надавалось виключне право формувати перші орденські ради, які згодом мали посісти вагоме місце у структурі майбутньої держави.
Вищезазначені комісії через ряд обставин змогли завершити свою роботу лише наприкінці 1922 року, однак до виготовлення ордену справа так і не дійшла. Брак коштів не дав змоги виготовити знаки орденів.
1932 р. — через шість років після загибелі С. Петлюри Головна Команда Військ УНР встановила орден Хрест Симона Петлюри, який надавався учасникам визвольних змагань. За своїм зовнішнім виглядом хрест Симона Петлюри нагадує орден «Визволення», але з деякими змінами.